# 季薩阿格捷列克
48°26′36″N 22°19′37″E / 48.44333°N 22.32694°E
季薩阿格捷列克（烏克蘭語：Тисаагтелек），是烏克蘭的村落，位於該國西部外喀爾巴阡州，由烏日霍羅德區負責管轄，始建於1945年，面積0.005平方公里，2001年人口684，人口密度每平方公里136,800人。